# Nina Gorter
Nina Gorter (* 5. November 1866 in Wormerveer; † 18. Oktober 1922 in Berlin) war eine niederländisch-deutsche Musikpädagogin, Wegbereiterin der rhythmisch-musikalischen Erziehung sowie engste Mitarbeiterin von Émile Jaques-Dalcroze.

## Leben und Wirken
Sie war das jüngste von drei Kindern des Chefredakteurs und späteren mennonitischen Predigers Simon Gorter und dessen Ehefrau Jo, geb. Lugt. Als sie drei Jahre alt war, starb der Vater. Nach dem Besuch der Höheren Töchterschule studierte Nina Gorter in den Niederlanden Klavier, Gesang und Cembalo. 1886 siedelte sie nach Berlin über, wo sie ihr Studium beendete. Folgend war sie als Pianistin, Klavierlehrerin und Leiterin eines Kinderchors tätig. 1902 engagierte Nina Gorter den Komponisten Émile Jaques-Dalcroze für eine Aufführung seiner Kinderlieder in Berlin, die er selbst dirigierte. Letzterer lud sie nach Genf ein, um sie in seine Methode der Rhythmischen Gymnastik zu unterrichten. Ein Jahr später ging Nina Gorter nach Genf und wurde „die erste und treuester Mitarbeiterin von Jaques-Dalcroze“. Sie übersetzte Jaques Dalcrozes Kinderlieder ins Niederländische und inszenierte mit ihm die sechs Chansons de Gestes, op. 58.
1910 begleitete sie Émile Jaques-Dalcroze nach Hellerau „und war hier bis 1914 an seiner Seite als lehrende und organisierende Kraft tätig“. Nachdem sie 1915 wieder nach Berlin zurückgekehrt war, gründete Nina Gorter dort ein Ausbildungsseminar nach der Methode Jaques-Dalcroze. Ihre ungünstige Arbeitssituation beschrieb sie wie folgt:
„Ich habe ein Arbeitszimmer und daneben einen leeren Raum, in dem wir Rhythmik machen. Es ist unmöglich, zwei Stunden gleichzeitig zu geben. Der Kurs ist demnach folgendermaßen organisiert: einige Stunden werden hier erteilt und andere bei den Kollegen“.
Trotz ihrer Tuberkuloseerkrankung engagierte sich Nina Gorter bis kurz vor ihrem Tod für die Verbreitung und staatliche Anerkennung der rhythmischen Erziehung ein:
„Schon von Krankheit und Schwäche gezeichnet, entwarf sie einen Lehr- und Prüfungsplan und ebnete damit den Weg zur Aufnahme der Rhythmik als Fach in die Privatmusikerlehrprüfung in Preußen“.

## Werke
- Erziehung zum und durch den Rhythmus, in: Neue Musikzeitung 1907, S. 143–146.
- Rhythmus und Sprache. Eine Studie, Berlin 1915.
- Wer ist musikalisch?, in: Elfriede Feudel (Hrsg.): Theorie und Praxis der der körperlich-musikalischen Erziehung, München 1926, S. 54–56.